# Атланта (молюск)
Атланта (Atlanta) — рід пелагічних морських черевоногих молюсків родини атлантових. Їх іноді називають гетероподами.

## Розповсюдження
Усі дев'ятнадцять видів, крім одного, Atlanta californiensis, живуть у тропічних і субтропічних водах. Більшість видів (десять) є космополітичними, а серед решти дев’яти видів п’ять є індо-тихоокеанськими, два обмежені Тихим океаном, один – Індоатлантичним, а один обмежений Атлантичним океаном. Це плавучі равлики в тропічних і субтропічних морях.

## Опис
Декілька авторів визнали, що ідентифікація видів цього роду складна і залежить від морфології очей, радули та кришки.
Равлики цього роду дуже малі. Їх згорнута, вапняна раковина має діаметр менше 1 см. Протоконх раковини личинки зберігається після метаморфозу і стає шпилем раковини дорослої особини.

## Види
- † Atlanta arenularia Gougerot & Braillon, 1965 — це найстаріша відома атланта з бартонського періоду Паризького басейну[1]
- Atlanta brunnea J. E. Gray, 1850[5] — syn.: Atlanta fusca Eydoux & F. L. A. Souleyet, 1852
- Atlanta californiensis Seapy & Richter, 1993[6]
- Atlanta echinogyra Richter, 1972[7]
- Atlanta fragilis Richter, 1993[8]
- Atlanta frontieri Richter, 1993[9]
- Atlanta gaudichaudi Souleyet, 1852[10]
- Atlanta helicinoidea J. E. Gray, 1850[11]
- Atlanta inclinata J. E. Gray, 1850[12]
- Atlanta inflata J. E. Gray, 1850[13]
- Atlanta lesueurii J. E. Gray, 1850[14]
- † Atlanta lingayanensis Janssen, 2007 — з пліоцену Філіппін[1]
- Atlanta meteori Richter, 1972[15]
- Atlanta oligogyra Tesch, 1906[16]
- Atlanta peronii Lesueur, 1817[17]
- Atlanta plana Richter, 1972[18]
- Atlanta pulchella Verrill, 1884[19]
- Atlanta quoyii Gray, 1850[20]
- † Atlanta richteri Janssen, 2007 — з пліоцену Філіппін[1]
- Atlanta rosea Souleyet, 1852[21]
- † Atlanta seapyi Janssen, 2007 — з пліоцену Філіппін[1]
- Atlanta selvagensis de Vera & Seapy, 2006[22]
- Atlanta tokiokai van der Spoel & Troost, 1972[23]
- Atlanta turriculata d'Orbigny, 1836[24]